# Pimpla senilis
Pimpla senilis là một loài tò vò trong họ Ichneumonidae.